# 吉原大火
吉原大火（よしわらたいか）は、1911年（明治44年）4月9日に東京市浅草区吉原で発生した火災。

## 概要
1911年4月9日午前11時30分頃、東京市浅草区の吉原遊廓の一角から出火、火は南西の風に煽られ、吉原遊廓全体に燃え広がっただけでなく周辺の家屋などや下谷区龍泉寺町にも燃え広がり、火の勢いは衰えることなく、約6,500戸を焼失した。消防隊だけでなく、陸軍将兵が外出先の浅草などから駆けつけ、消火作業を手伝った。午後4時30分頃には吉原一帯は全焼。火災は吉原周辺にまで及んだ。横浜からも消防隊が応援に駆けつけ、消火活動に当たった。近隣住民は区内の小学校に避難。午後9時頃に鎮火した。この火事で日本堤警察署や隅田川駅も焼失した。死者8人、損害500万円（時事）。